# Gruuthuse
Il Gruuthusemuseum (Museo Gruuthuse) è un museo di Bruges, specializzato nell'arte applicata o decorativa con reperti dal XIII al XIX secolo. Occupa un grande palazzo medievale, affacciato sul canale Dijver.

## Storia e descrizione
Nel XV secolo vi risiedeva il mercante che riscuoteva la tassa su "Gruut", una mistura di erbe che veniva aggiunta all'orzo nel processo di produzione della birra. La facciata in stile gotico ha un'elegante torretta, frontoni a gradoni e finestre in pietra del XV secolo.
Le sale, spesso arredate con pezzi d'epoca, si snodano in maniera labirintica, dimostrando l'originario accorpamento di più edifici, e mostrano collezioni che spaziano dagli arazzi al mobilio, da oggetti in metalli preziosi alle ceramiche, dalle armi agli strumenti musicali. Caminetti e soffitti con travi in legno sono originali. Il percorso espositiuvo si snoda su due piani per un totale di 22 stanze.
Tra i pezzi più rari un busto in terracotta di Carlo V, attribuito a Konrad Meit (1520) e una ghigliottina del XVIII secolo, nell'armeria. Suggestiva la cucina e la cappella privata di famiglia (del 1472), ricoperta in una boiserie di quercia e affacciata direttamente sulla navata della chiesa di Nostra Signora.